# Kühbruck

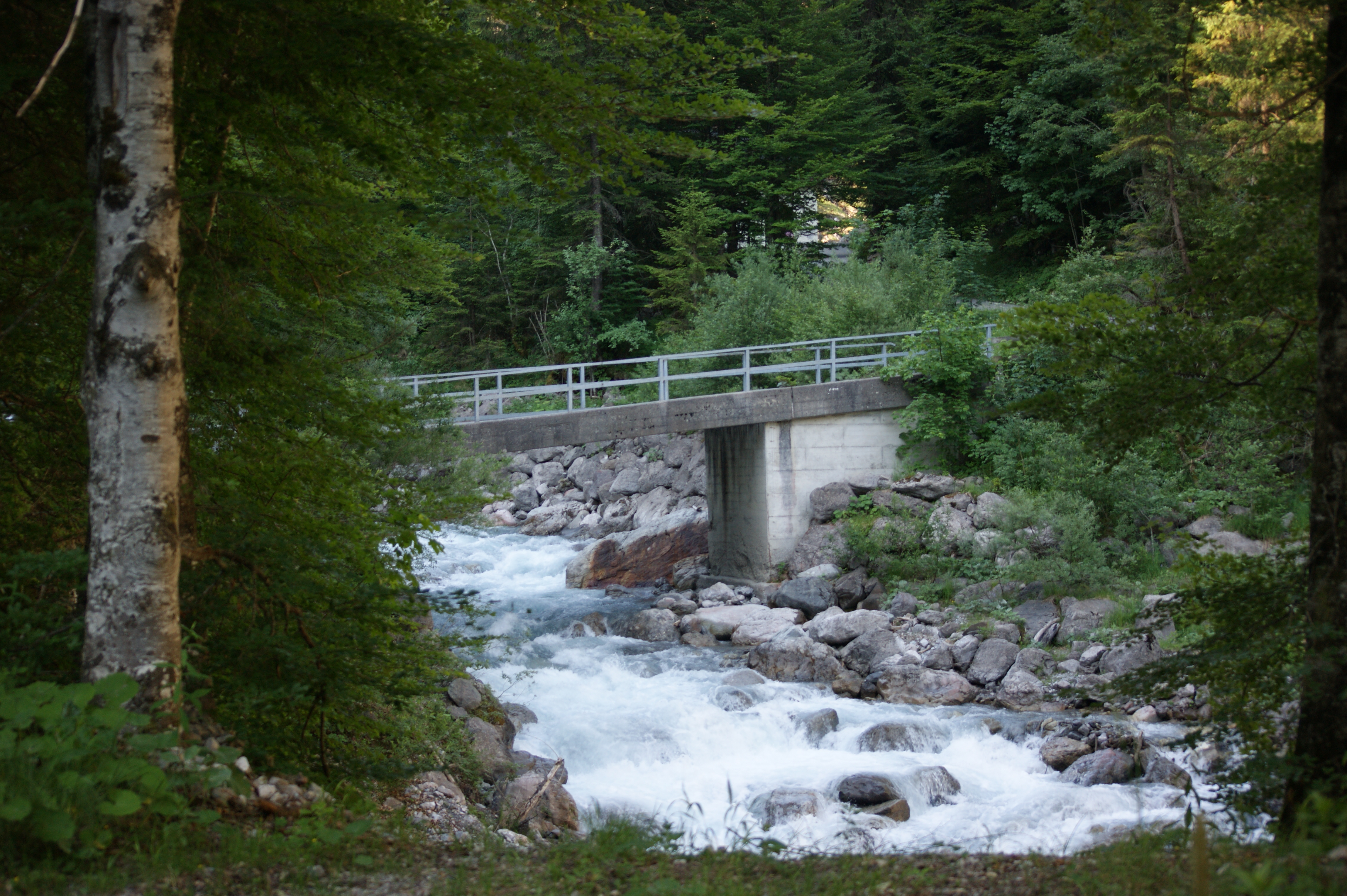
Die namensgebende, heute bestehende, Brücke in der Parzelle Kühbruck

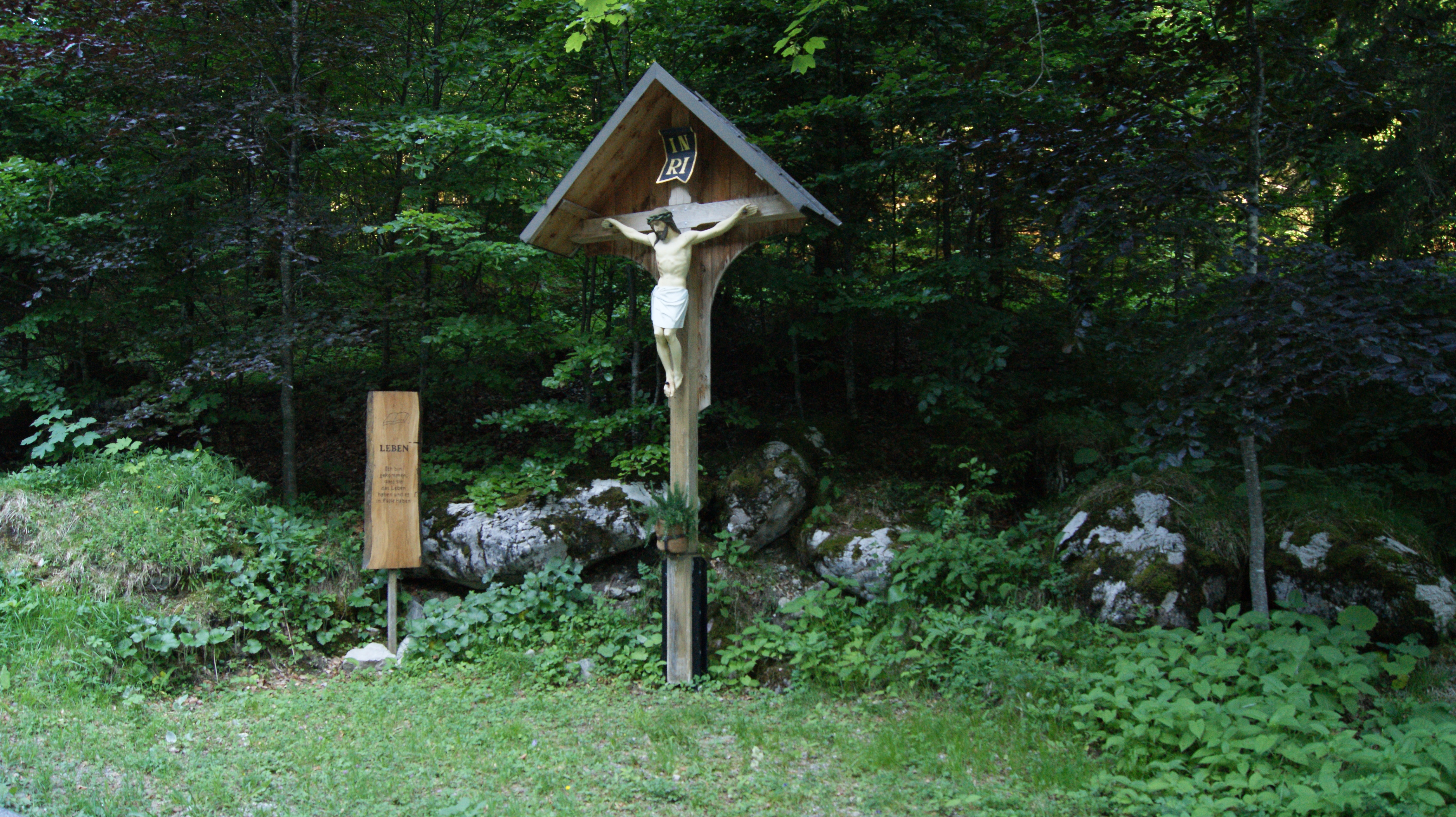
Ende des Bibelwegs von Stellveder nach Kühbruck beim Wegkreuz bei der Kapelle Kühbruck

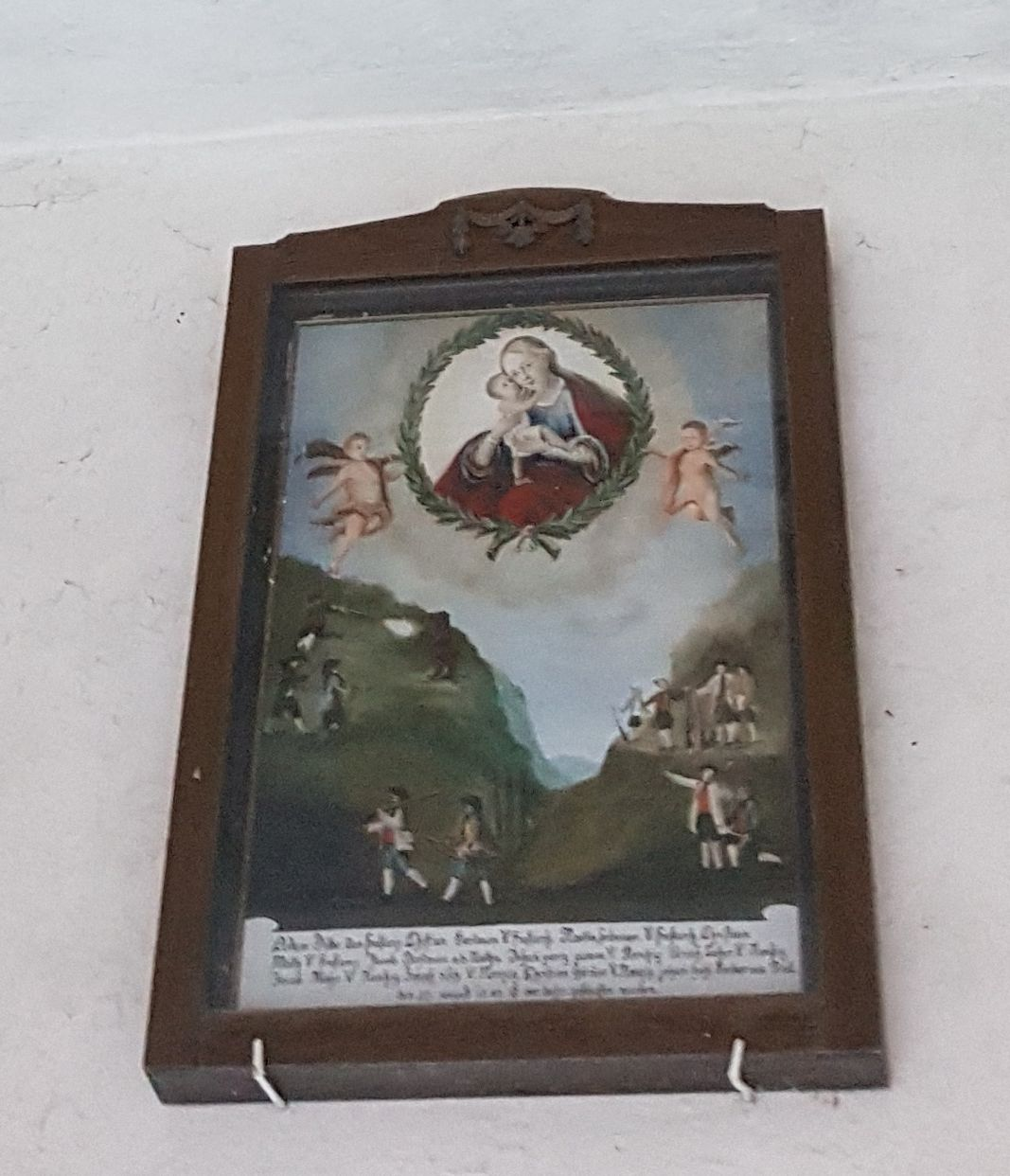
Tötung des letzten Bären in Vorarlberg

Kühbruck bezeichnet eine Parzelle (etwa 925 m ü. A.) und eine private Straßenbrücke im Gamperdonatal in der Marktgemeinde Nenzing in Vorarlberg, Österreich. Nordwestlich der Parzelle Kühbruck liegt die Parzelle Kuhbruckfräsche, nordöstlich das Küabrucktöbele und südöstlich der Küabrückkopf.
Die Straßenbrücke Kühbruck überquert die Meng etwa bei Gewässerkilometer 7,28 in einer Höhe von rund 4 Metern. Über die Brücke führt der Gamperdonaweg von Nenzing zur Alpe Gamperdona (Nenzinger Himmel).
Kühbruck ist von der Ortsgemeinde Nenzing etwa 10 km Luftlinie entfernt und vom Nenzinger Himmel etwa 7 km. Es ist diese Parzelle, von Nenzing aus gesehen, die erste größere Aufweitung der Mengschlucht und der Beginn des Übergangs zum nachfolgenden Alpgebiet.

## Bibelweg nach Kühbruck
Bei der Wegkapelle Stellveder beginnt ein Wallfahrtsweg (Bibelweg) entlang dem Gamperdonaweg nach Kühbruck, zur Kapelle Kühbruck (Rosenkranzmadonna) mit neun Stationen. An markanten Stellen in der Natur sind zu den örtlichen Gegebenheiten passende Bibelverse, meist aus dem Buch der Psalmen, auf Holztafeln angebracht.

## Trivia
Das Holzkreuz in Kühbruck am Gamperdonaweg bei der Kapelle auf der gegenüberliegenden Straßenseite wurde von zwei Holzfällern gestiftet, die beim Flößen dem Tod knapp entronnen sind. Das Gebiet um Kuhbrück ist bis heute immer wieder von Muren- und Lawinenabgängen betroffen. 1762 wurde sowohl die Brücke als auch die Kapelle von einem Hochwasser der Meng weggerissen.
Neben der Wallfahrtskapelle befinden sich auch große Gneisfindlinge, die als Naturdenkmale ausgewiesen sind.
Gemäß einem Bild im Vorraum der Kapelle Kuhbrück soll hier in der Nähe 1783 der letzte in Vorarlberg lebende Bär geschossen worden sein. Inschrift der teilnehmenden Jäger: Adam Hilbe v. Frastantz, Christian Hartmann v. Frastantz, Martin Seeberger v. Frastantz, Christian Math v. Frastantz, Jacob Hartmann o. b. Motha, Johann Georg Gamon v. Nenzig, Ullrich Latzer v. Nentzig, Jacob Mehr v. Netzig, Joseph Risch v. Nenzig, Christian Hummer v. Nenzig, Johann Bohl, Kerber aus Tirol. Den 27. August 1783 ist der Behr geschossen worden.